# Trung tâm không gian sâu Usuda
Trung tâm không gian sâu Usuda  là một cơ sở của Cơ quan thám hiểm hàng không vũ trụ Nhật Bản. Đây là trạm theo dõi tàu vũ trụ ở Saku, Nagano, được khánh thành vào tháng 10 năm 1984. Nét đặc trưng chính của trạm là  một ăng-ten dạng ống dẫn sóng cao 64 mét.
Usuda là ăng ten không gian sâu đầu tiên được chế tạo với công nghệ ống dẫn sóng. Mặc dù công trình này đơn giản hóa đáng kể việc lắp đặt và bảo trì thiết bị điện tử, trước đây nó được cho là kéo theo hiệu suất tiếng ồn kém. Tuy nhiên, sau khi Phòng thí nghiệm sức đẩy phản lực Hoa Kỳ (JPL) thử nghiệm ăng-ten này và thấy hiệu suất tiếng ồn tốt hơn ăng-ten 64 mét thông thường, họ cũng chuyển sang phương pháp xây dựng này cho tất cả các ăng-ten tiếp theo của  Mạng lưới giám sát không gian sâu NASA (DSN).
Các ăng ten khổng lồ tương tự được sử dụng bởi các mạng không gian sâu của Hoa Kỳ, Trung Quốc, Nga, Châu Âu và Ấn Độ.
Vì ăng-ten 64 mét đã cũ, JAXA đang chế tạo một ăng-ten mới gần đó. Ăng-ten này sẽ nhỏ hơn một chút (đường kính 54 mét) nhưng có độ chính xác bề mặt tốt hơn và do đó có khả năng hoạt động ở tần số băng tần Ka cao hơn. Điều này sẽ giúp tăng thông lượng dữ liệu tiềm năng thu được mặc dù có kích thước nhỏ hơn.

## Phân loại truy cập công cộng
- Công chúng: Quan sát các thiết bị lắp đặt bên ngoài và được đi vào phòng triển lãm
- Truy cập đặc biệt: Không quy định cụ thể. (Một sự giải thích về thông tin liên lạc UDSC được thực hiện trong các sự kiện truy cập công cộng đặc biệt được tổ chức bởi Đại học Sagamihara.
- Sử dụng nghiên cứu: Viện nghiên cứu hợp tác quốc gia, Viện nghiên cứu hợp tác đại học quốc gia, Viện nghiên cứu hợp tác quốc tế (truy cập thông qua Viện nghiên cứu khoa học vũ trụ)